# Вимблдон 2022.
Вимблдон 2022. било је 135. издање овог тениског гренд слем турнира који се играо на теренима Свеенглеског клуба у Лондону, престоници Уједињеног Краљевства, од 27. јуна до 10. јула 2022. године. Био је трећи гренд слем у тениској сезони.
Новак Ђоковић и Ешли Барти бранили су титуле шампиона у појединачним конкуренцијама. Ђоковић је успешно одбранио титулу будући да је у финалу савладао Ника Кириоса. На тај начин је освојио 21. гренд слем титулу у каријери. Барти није била у могућности да брани титулу будући да се повукла у марту 2022. од професионалног играња тениса. Победница у женској појединачној конкуренцији била је Јелена Рибакина које је у финалу савладала Унс Џабир.
Традиционално, на турниру су одржана такмичења у девет различитих конкуренција: пет за сениоре и четири за јуниоре. Такође, одржана су такмичења у шест конкуренција између тенисера у инвалидским колицима и у четири конкуренције између ветерана.
На овогодишњем турниру организатори Вимблдона забранили су учешће руским и белоруским тенисерима због почетка војне инвазије Русије на Украјину раније ове године. Као одговор на овај потез, ВТА, АТП и ИТФ одлучили су да учесници овогодишњег Вимблдона неће добити бодове на АТП и ВТА листама.
Дана 3. јула одржана је свечана церемонија у част стоте годишњице од изградње Централног терена Свеенглеског клуба за тенис на трави и крокет, којој је присуствовало више од двадесет бивших шампиона турнира у синглу.

## Новчане награде
Укупни Вимблдонов наградни фонд ове године је рекордних 40.350.000 британских фунти што је повећање од 15,23% у поређењу са прошлогодишњем издањем и 6,18% у поређењу са издањем из 2019. када се турнир последњи пут играо под пуним капацитетом.
| Турнир            | Титула      | Финале      | 1/2 финала | 1/4 финала | 1/8 финала | 1/16 финала | 1/32 финала | 1/64 финала | Треће коло квалификација | Друго коло квалификација | Прво коло квалификација |
| Појединачно       | 2.000.000 £ | 1.050.000 £ | 535.000 £  | 310.000 £  | 190.000 £  | 120.000 £   | 78.000 £    | 50.000 £    | 32.000 £                 | 19.000 £                 | 11.000 £                |
| Парови*           | 540.000 £   | 270.000 £   | 135.000 £  | 67.000 £   | 33.000 £   | 20.000 £    | 12.500 £    | Н/Д         | Н/Д                      | Н/Д                      | Н/Д                     |
| Мешовити парови * | 124.000 £   | 62.000 £    | 31.000 £   | 16.000 £   | 7.500 £    | 3.750 £     | Н/Д         | Н/Д         | Н/Д                      | Н/Д                      | Н/Д                     |

*по тиму

## Појединачна конкуренција
Мушкарци
| Победник                | Победник                   | Финалиста                 | Финалиста                   |
| ----------------------- | -------------------------- | ------------------------- | --------------------------- |
| Новак Ђоковић [1]       | Новак Ђоковић [1]          | Ник Кириос                | Ник Кириос                  |
| Испали у полуфиналу     |                            |                           |                             |
| Камерон Нори [9]        | Камерон Нори [9]           | Рафаел Надал [2]          | Рафаел Надал [2]            |
| Испали у четвртфиналу   |                            |                           |                             |
| Јаник Синер [10]        | Давид Гофен                | Кристијан Гарин           | Тејлор Фриц [11]            |
| Испали у четвртом колу  |                            |                           |                             |
| Тим ван Рајтховен (WC)  | Карлос Алкараз [5]         | Френсис Тијафо [23]       | Томи Пол [30]               |
| Алекс де Минор [19]     | Брендон Накашима           | Џејсон Кублер (Q)         | Ботик ван де Зандсхулп [21] |
| Испали у трећем колу    |                            |                           |                             |
| Миомир Кецмановић [25]  | Николоз Басилашвили [22]   | Џон Изнер [20]            | Оскар Оте [32]              |
| Иго Имбер               | Александр Бублик           | Стив Џонсон               | Јиржи Весели                |
| Џенсон Бруксби [29]     | Лијам Броди (WC)           | Данијел Елаи Галан        | Стефанос Циципас [4]        |
| Џек Сок (Q)             | Алекс Молчан               | Ришар Гаске               | Лоренцо Сонего [27]         |
| Испали у другом колу    |                            |                           |                             |
| Танаси Кокинакис        | Алехандро Табило           | Кентен Алис               | Рајли Опелка [15]           |
| Микаел Имер             | Енди Мари                  | Кристијан Харисон (Q)     | Талон Грикспор              |
| Каспер Руд [3]          | Себастијан Баез [31]       | Максимилијан Мартерер (Q) | Душан Лајовић               |
| Хауме Мунар             | Рајан Пенистон (WC)        | Адријан Манарино          | Алехандро Давидович Фокина  |
| Иго Греније (LL)        | Бенжамен Бонзи             | Џек Дрејпер               | Дијего Шварцман [12]        |
| Денис Шаповалов [13]    | Роберто Баутиста Агут [17] | Филип Крајиновић [26]     | Џордан Томпсон              |
| Максим Креси            | Денис Новак (Q)            | Маркос Хирон              | Аластер Греј (WC)           |
| Макензи Макдоналд       | Емил Русувуори             | Иго Гастон                | Ричардас Беранкис           |
| Испали у првом колу     |                            |                           |                             |
| Kwon Soon-woo           | Камил Мајхшак              | Ласло Ђере                | Џон Милман                  |
| Лукаш Росол (Q)         | Беноа Пер                  | Федерико Делбонис         | Карлос Табернер             |
| Стан Вавринка (WC)      | Данијел Алтмајер           | Џејмс Дакворт             | Ензо Куако (Q)              |
| Петер Гојовчик          | Џеј Кларк (WC)             | Фабио Фоњини              | Јан-Ленард Штруф            |
| Алберт Рамос Вињолас    | Томас Мартин Ечевери       | Раду Албот (Q)            | Таро Данијел                |
| Андреа Вавасори (Q)     | Аљаж Бедене (PR)           | Мартон Фучович            | Пабло Карењо Буста [16]     |
| Пабло Андухар           | Тијаго Монтеиро            | Хенри Лаксонен            | Григор Димитров [18]        |
| Фернандо Вердаско       | Макс Персел (Q)            | Федерико Корија           | Хуберт Хуркач [7]           |
| Елијас Имер (LL)        | Марк-Андреа Хислер (Q)     | Здењек Коларж (LL)        | Михаил Кукушкин (Q)         |
| Уго Дељијен             | Зизу Бергс (WC)            | Лукаш Клајн (Q)           | Стефан Козлов (LL)          |
| Артур Риндеркнеш        | Никола Кун (Q)             | Доминик Кепфер            | Атила Балаж (PR)            |
| Јиржи Лехечка           | Пол Џаб (WC)               | Роберто Карбаљес Баена    | Александер Ричард (Q)       |
| Феликс Оже Алијасим [6] | Бернабе Запата Мираљес (Q) | Факундо Багнис            | Ден Еванс [28]              |
| Холгер Руне [24]        | Педро Мартинез             | Ценг Чун-хсин             | Лоренцо Мусети              |
| Нуно Боргес (LL)        | Жоао Соуза                 | Јошихито Нишиока          | Фелисијано Лопез            |
| Денис Кудла             | Алексеј Попирин            | Сем Квери                 | Франсиско Серундоло         |

Жене
| Победник                      | Победник                     | Финалиста               | Финалиста             |
| ----------------------------- | ---------------------------- | ----------------------- | --------------------- |
| Јелена Рибакина [17]          | Јелена Рибакина [17]         | Унс Џабир [3]           | Унс Џабир [3]         |
| Испали у полуфиналу           |                              |                         |                       |
| Симона Халеп [16]             | Симона Халеп [16]            | Татјана Марија          | Татјана Марија        |
| Испали у четвртфиналу         |                              |                         |                       |
| Ајла Томљановић               | Аманда Анисимова [20]        | Марије Боузкова         | Јуле Нимајер          |
| Испали у четвртом колу        |                              |                         |                       |
| Ализе Корне                   | Петра Мартић                 | Паула Бадоса [4]        | Армони Тан            |
| Каролин Гарсија               | Елисе Мертенс [24]           | Јелена Остапенко [12]   | Хедер Вотсон          |
| Испали у трећем колу          |                              |                         |                       |
| Ига Свјонтек [1]              | Барбора Крејчикова [13]      | Џенг Ћинвен             | Џесика Пегула [8]     |
| Петра Квитова [25]            | Магдалена Френх              | Кори Гоф [11]           | Кејти Бултер (WC)     |
| Алисон Риск-Амритраџ [28]     | Џанг Шуај [33]               | Анџелик Кербер [15]     | Дијан Пари            |
| Марија Сакари [5]             | Ирина-Камелија Бегу          | Каја Јуван              | Лесија Цуренко        |
| Испали у другом колу          |                              |                         |                       |
| Леслеј Патинама Керкхове (LL) | Клер Љу                      | Кетрин Харисон (Q)      | Викторија Голубић     |
| Грет Минен                    | Бјанка Андреску              | Кристина Кучова         | Харијет Дарт          |
| Ирина Бара                    | Ана Богдан                   | Ана Каролина Шмидлова   | Кирстен Флипкенс (PR) |
| Михаела Бузарнеску            | Лорен Дејвис                 | Сара Сорибес Тормо [32] | Каролина Плишкова [6] |
| Ен Ли                         | Маја Хвалињска (Q)           | Марта Костјук           | Ема Радукану [10]     |
| Магда Линете                  | Пана Удварди                 | Мај Хонтама (Q)         | Катажина Кава (Q)     |
| Викторија Томова              | Сорана Крстеа [26]           | Елизабета Кочарето (PR) | Јанина Викмајер (Q)   |
| Ванг Ћанг                     | Далма Галфи                  | Анхелина Калинина [29]  | Анет Контевејт [2]    |
| Испрали у првом колу          |                              |                         |                       |
| Јана Фет (Q)                  | Сонеј Картал (WC)            | Нурија Паризас-Дијаз    | Јулија Путинцева [27] |
| Јил Тајхман [18]              | Аранткса Рус                 | Андреа Петковић         | Марина Заневска       |
| Гарбиње Мугуруза [9]          | Слоун Стивенс                | Емина Бектас (Q)        | Коко Вандевеј (LL)    |
| Шелби Роџерс [30]             | Лаура Пигоси                 | Ребека Масарова         | Дона Векић            |
| Луиза Чирико (Q)              | Клое Паке                    | Дајана Јастремска       | Жасмин Паолини        |
| Камила Ђорђи [21]             | Ребека Петерсон              | Џејми Фурлис (Q)        | Каролина Мухова       |
| Елена-Габријела Русе          | Настасја Шунк (Q)            | Медисон Бренгл          | Јуен Јуе (LL)         |
| Кристина Макхејл (Q)          | Серена Вилијамс (WC)         | Клара Бирел             | Тереза Мартинцова     |
| Данијела Колинс [7]           | Лучија Бронцети              | Катержина Синијакова    | Илена Ин-Албон        |
| Мисаки Дој                    | Кејти Свон (WC)              | Јурико Мијазаки (WC)    | Алисон ван Ојтванк    |
| Кристина Младеновић           | Фернанда Контрерас Гомез (Q) | Тамара Зиданшек         | Камила Осорио         |
| Каја Канепи [31]              | Клара Тавсон                 | Ребека Марино           | Мирјам Бјерклунд (Q)  |
| Зои Хајвз (Q)                 | Дарија Севил (WC)            | Астра Шарма (Q)         | Александра Крунић     |
| Мартина Тревизан [22]         | Екатерине Горгодзе           | Џу Лин                  | Осеан Доден           |
| Белинда Бенчич [14]           | Тамара Корпач                | Медисон Инглис (Q)      | Беатриз Маја [23]     |
| Ана Бондар                    | Џоди Бареџ (WC)              | Ванг Сију               | Бернарда Пера         |

## Победници

### Мушкарци појединачно
Новак Ђоковић поразио  Ника Кириоса у сетовима 4 : 6, 6 : 3, 6 : 4, 7 : 6(7 : 3).
- Овом победом Ђоковић је освојио седму титулу на Вимблдону у каријери. Ово му је такође четврто узастопно издање Вимблдона на ком је изашао као победник.
- Ово је било рекордно 32. гренд слем финале у мушком синглу за Ђоковића (скор: 21 победа и 11 пораза).
- Кириос је први тенисер из Аустралије који је успео да стигне до финала неког гренд слема још од 2005. године.

### Жене појединачно
Јелена Рибакина поразила  Унс Џабир у сетовима 3 : 6, 6 : 2, 6 : 2.
- Рибакина и Џабир су први пут играле у финалу неког гренд слем турнира.
- Рибакина је постала први играч из Казахстана који је освојио неки гренд слем турнир.
- Џабир је постала прва арапска тенисерка која је стигла до финала неког гренд слем турнира.

### Мушки парови
Метју Ебден и  Макс Персел поразили  Николу Мектића и  Мату Павића у сетовима 7 : 6(7 : 5), 6 : 7(3 : 7), 4 : 6, 6 : 4, 7 : 6(10 : 2).
- Ебден и Персел су по први пут освојили неки гренд слем турнир.
- Пар Мектић—Павић није успео да одбрани титулу на Вимблдону која је освојена 2021. године.

### Женски парови
Барбора Крејчикова и  Катержина Синијакова поразиле  Елису Мертенс и  Џанг Шуај у сетовима 6 : 2, 6 : 4.
- Ово је друга титула на Вимблдону за пар Крејчикова—Синијакова у женском дублу после 2018. године.
- Овом победом пар Крејчикова—Синијакова освојио је пету титулу у женском дублу на гренд слемовима.
- Крејчикова је освојила девети гренд слем турнир у каријери, а играла је у десет финала (једанпут у синглу, пет пута у женском дублу и три пута у мешовитом дублу).

### Мешовити парови
Нил Скупски и  Дезире Кравчик поразили  Метјуа Ебдена и  Саманту Стосур у сетовима 6 : 4, 6 : 3.
- Кравчик и Скупски су успешно одбранили титулу коју су освојили 2021. године.
- Скупском је ово друга титула коју је освојио у мешовитом дублу на гренд слем турнирима у каријери, а Кравчиковој је четврта.
- Стосур је трећи пут играла у финалу Вимблдона у конкуренцији мешовитих парова, а претходно је побеђивала 2008. и 2014. године.
- Стосуровој је ово укупно шеснаесто гренд слем финале, рачунајући све конкуренције (осам победа и осам пораза).